# Belel
Belel (ou Bélel) est une commune du Cameroun située dans la région de l'Adamaoua et le département de la Vina, à une centaine de kilomètres à l'est de Ngaoundéré, dans une zone de pâturages propice à l'élevage bovin.

## Population
Lors du recensement de 2005, la commune comptait 37 663 habitants, dont 5 555 pour Belel Ville.

## mboum
Dans l'arrondissement de Belel, on parle principalement le kali (ou kare) et dans une moindre mesure le gbaya.

## Structure administrative de la commune
Outre Belel proprement dit, la commune comprend les villages suivants :
- Baboua
- Bakari Bata
- Baringo
- Bayara
- Beka
- Beka Modibo
- Djeria
- Djerkoka I
- Djerkoka II
- Djertou Hossere Lesdi
- Djilougou
- Doforo
- Goumdjel
- Guebake-Gassol
- Hossere-Tournigal
- Idool
- Koryong
- Koudini
- Laïndé Kané
- Laoure Ngock
- Mambere-Hassimi
- Mayo Badji
- Mbanglanga
- Mbigalack
- Ndigou-Adamou
- Ngaoudamdji Mayo Dadi
- Ngoura
- Ngoura Lougguere
- Nyassey Souckol
- Roumde Djaouro
- Seka Mayo Dadi
- Tapare Gandiga
- Tello
- Tourningal
- Yokotondou
- Zerbah

## Personnalités
- Abbo Aboubakar, homme politique, y est né.